# ユナイテッド・ファースト教区教会
ユナイテッド・ファースト教区教会 (United First Parish Church ) は、アメリカ合衆国マサチューセッツ州クインジーにあるユニテリアン・ユニヴァーサリズム教会。1639年、教区教会として創立した。1828年、アレクサンダー・パリスの設計でボストンの石工アブナー・ジョイにより現在の建物が建てられた。1970年12月30日、アメリカ合衆国国定歴史建造物に認定された。アダムズ家が建設資金に協力し、うち何人かはここに埋葬されている。
アメリカ合衆国大統領のジョン・アダムズとジョン・クィンシー・アダムズがそれぞれの妻アビゲイル・アダムズとルイーザ・アダムズと共に通っていたため「大統領の教会」と呼ばれている。上記4人が教会階下の家族墓地に埋葬されている。彼らが座っていた信徒席にはリボンと札で印がついている。

## 歴史
1636年、ボストンにある教会の支部として信者が集まったのが最初である。1639年、独立した教会となり、のちのブレインツリー(Braintree)にあることから「ブレイントゥリーの教会」(Ye Church of Braintry)と呼ばれるようになった。創立当初はピューリタン会衆派教会であったが、18世紀半ばからユニテリアンに傾倒していった。
1828年、地元で採掘された花崗岩で現在の教会が建てられ、ニューイングランドで有数のグリーク・リバイバル様式の教会となっている。正面にギリシャ神殿風の当時全米で最大であった、1枚岩の花崗岩でできた柱が4本立っている。1本の長さが25フィート (7.6 m)、重さが25トンである。メインのファサードの上に2層の塔が建っている。下層は直方体で簡素であり、上層は上下が正方形の直方体で下層より狭くなっている。正面と背面に時計がついており、さらにその上には8本の柱とドームからなるキューポラがある。
ジョン・アダムズ大統領が土地を寄付し、教会の建築費用を出しただけでなく、アダムズ家所有の採石場から大量の花崗岩を提供した。ただしアダムズ家の採石場は浅く、柱は地元の他の採石場で採れたものである。当初の鐘はポール・リビアが鋳造したものであったが、音量が火災報知に不十分であったため溶かして作り直された。ドームの屋根にはハスで囲まれたトケイソウが描かれている。マホガニーの祭壇は当時のものである。
ジョン・アダムズと息子ジョン・クインジー・アダムズは各妻と共に教会地下の家族墓地に埋葬されている。アメリカ国内で他に大統領を埋葬している教会は第28代大統領ウッドロウ・ウィルソンを埋葬しているワシントンD.C.のワシントン大聖堂のみである。

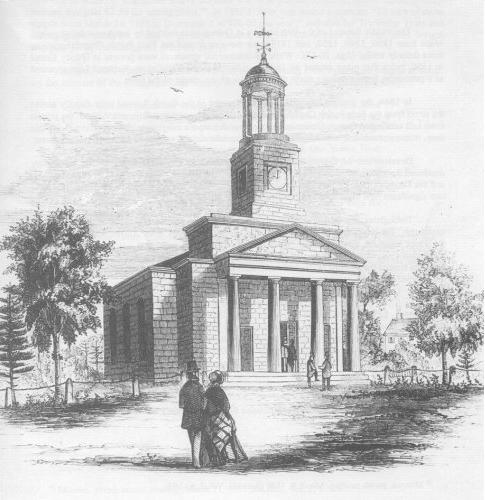
1851年から1854年頃の教会
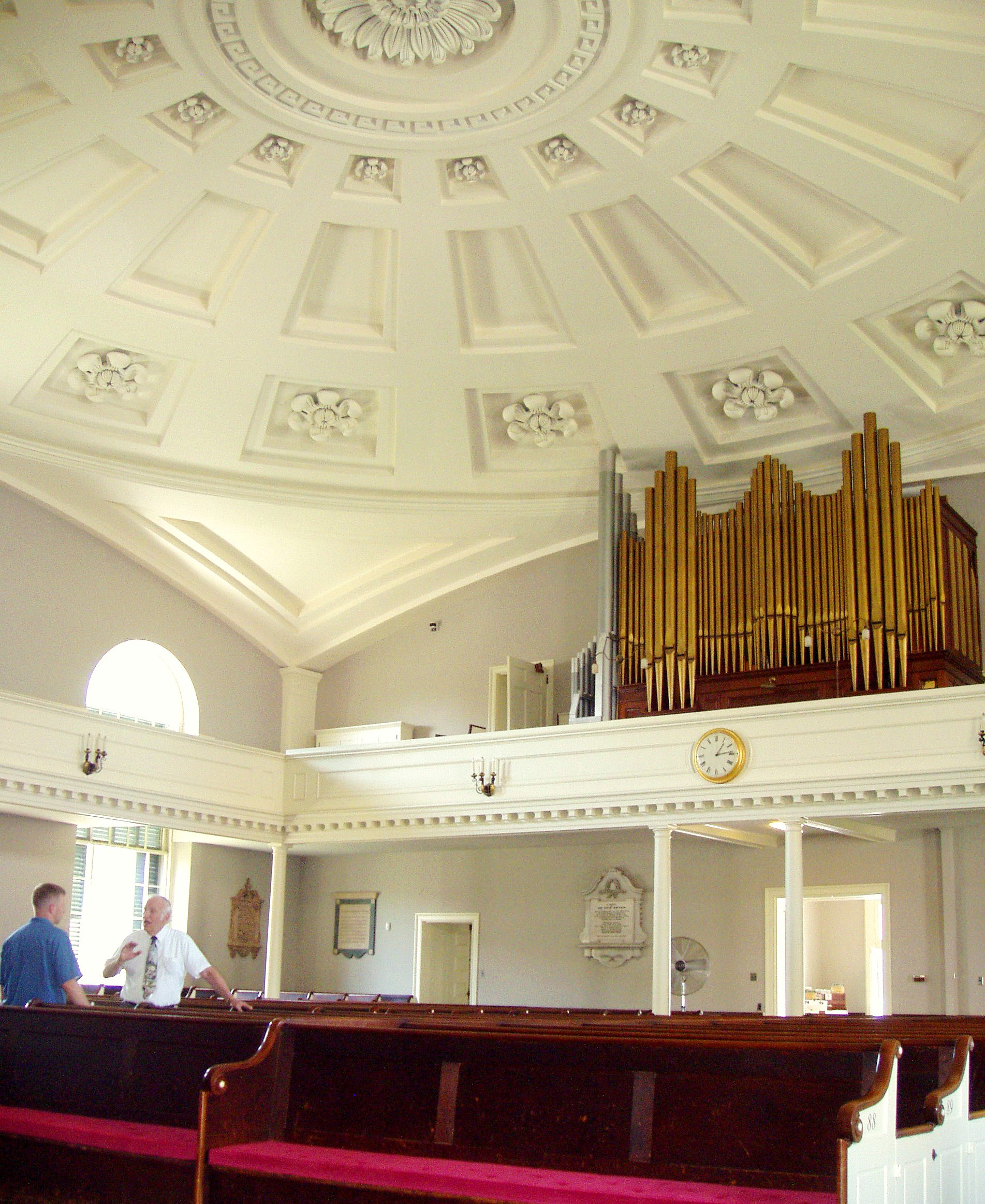
教会内部および装飾された漆喰のドーム屋根
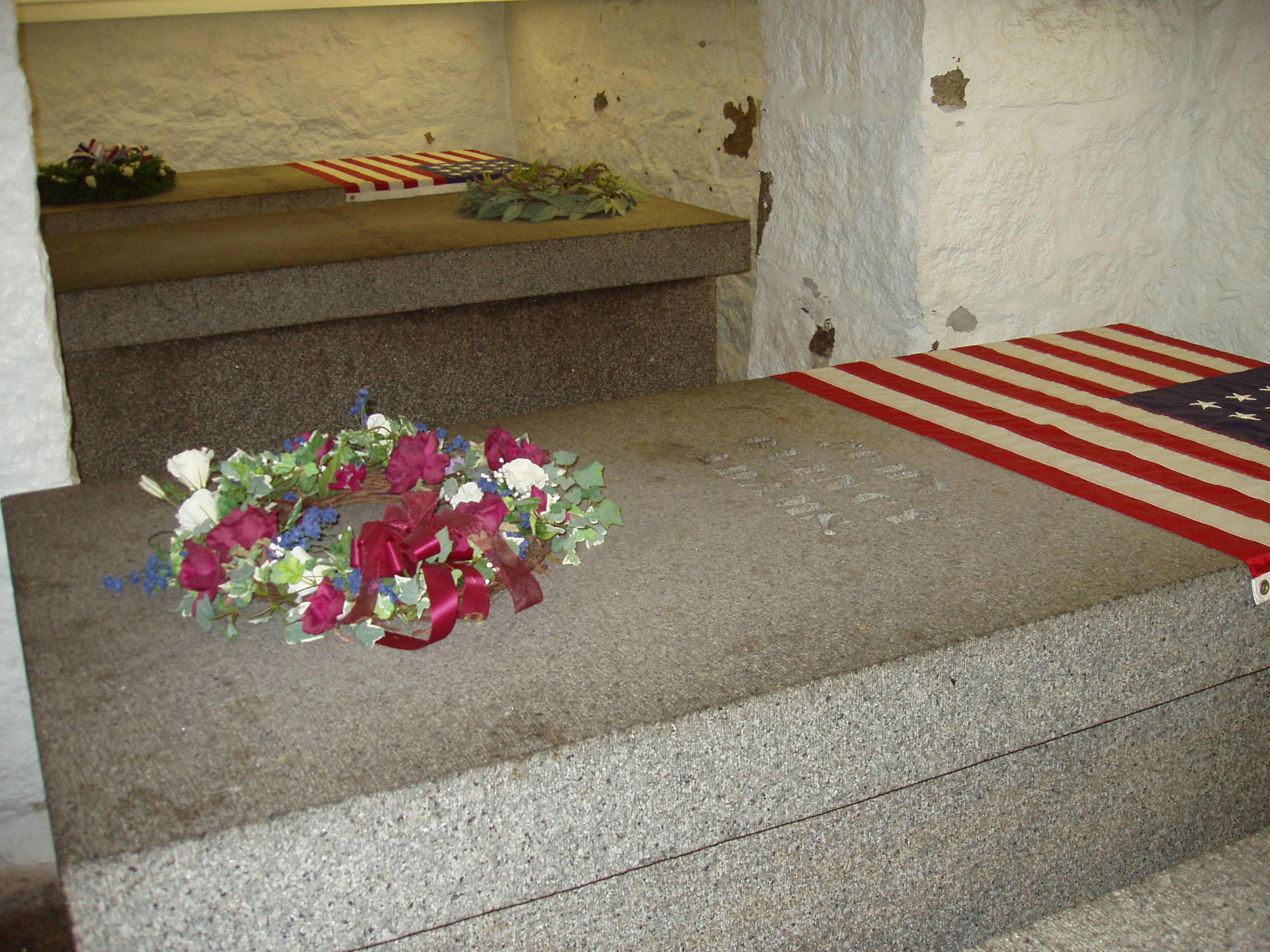
ジョン・アダムズ(左)とジョン・クインジー・アダムズ(右)およびそれぞれの妻が教会地下の家族墓地に埋葬されている

## 関連事項
- Church of the Presidents, Long Branch, NJ
- アダムズ国立歴史公園
- アメリカ合衆国国定歴史建造物
- アメリカ合衆国国家歴史登録財